# Tösens

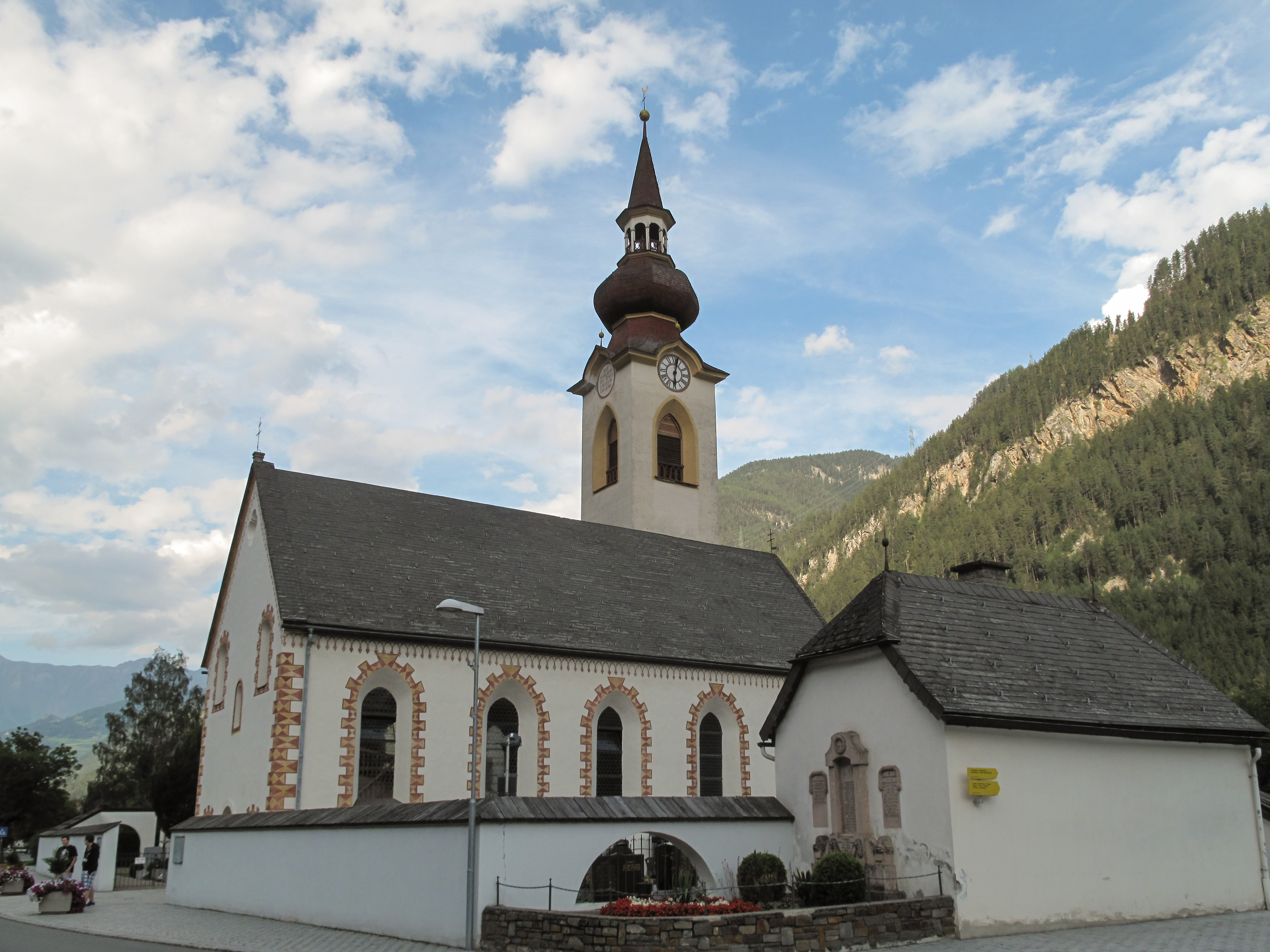
Tösens, kerk: Pfarrkirche Sankt Laurentius

Tösens is een gemeente in het district Landeck in de Oostenrijkse deelstaat Tirol.
Tösens ligt in een smal deel van het Oberes Gericht, het hoogste deel van het Tiroler Inndal. Naast het gelijknamige, langgerekte hoofddorp behoren ook enkele kleine buurtschappen op de berghellingen bij de gemeente.
In de 15e eeuw werd erts voor zilver, lood en bariet gewonnen. De mijnbouw in de gemeente, die toentertijd een van de hoogstgelegene van de Alpen was, moest vanwege gletsjergroei en vanwege in 1910 vermindere rendabiliteit worden gestaakt.
Boven Tösens ligt op 1104 meter (in de gemeente Serfaus) het romaanse kerkje St.-Georgs, dat aan het einde van de 15e eeuw in gotische stijl werd uitgebreid en waarin vele muurschilderingen werden aangebracht. Een kleine kloof bij het dorp wordt overspannen door de Römerbrücke, die echter uit de middeleeuwen stamt, maar wel in Romeinse stijl gemetseld is en die waarschijnlijk de oudst bewaard gebleven brug van Tirol is.